# یواس‌اس شارلوت (اس‌اس‌ان-۷۶۶)
یواس‌اس شارلوت (اس‌اس‌ان-۷۶۶) (به انگلیسی: USS Charlotte (SSN-766)) یک زیردریایی است که طول آن ۱۱۰٫۳ متر (۳۶۱ فوت ۱۱ اینچ) می‌باشد. این زیردریایی در سال ۱۹۹۲ ساخته شد.